# Sistema dei Parchi della Val di Cornia
Le Sistema dei Parchi della Val di Cornia ou Società Parchi di Val di Cornia
est une société mixte à capitaux publics majoritaires, qui a été constituée le 18 juillet 1993 à l'initiative des communes  de Piombino, Campiglia Marittima, San Vincenzo, Suvereto et Sassettadans la province de Livourne (Toscane).  
Depuis 2007, le changement de la loi a rendu nécessaire un actionnariat constitué uniquement de fonds publics. 

## Mission
La société a été constituée afin de gérer le système des parcs du Val di Cornia, c'est-à-dire les zones naturelles protégées, les aires archéologiques ainsi que les biens culturels des communes de Piombino, Campiglia Marittima, San Vincenzo, Suvereto et Sassetta, soumis au régime de tutelle des plans régulateurs coordonnés par les communes concernées.
La société doit projeter et assurer les interventions afin de valoriser les ressources culturelles et environnementales et assurer la gestion des services intégrés pour l'accueil des publics.
La société est la candidate proposée par le Ministero per i Beni e le attività culturali pour le prix Paysages 2009, concours nouvellement instauré par le Conseil de l'Europe, réservé aux administrations publiques et organisations non gouvernementales.

## Organisation
La société est articulée autour d'une direction générale, une division parcs et musées archéologiques et une division parcs naturels.
Font partie de la direction générale :
- Services administratifs et financiers.
- Services techniques.
- Service de la gestion du personnel et du développement.
- Services promotion et marketing.

Font partie de la division Parchi e Musei Archeologici :
- Parco Archeominerario di San Silvestro
- Parc archéologique de Baratti et Populonia
- Musée archéologique du territoire de Populonia.

Font partie de la Divisione Parchi Naturali :
- Parc naturel côtier de la Sterpaia
- Parc naturel côtier de Rimigliano
- Parc interprovincial de Montioni
- Parc forestier de Poggio Neri.